# Masacre de Prebilovci
La masacre de Prebilovci (en serbio: Масакр у Пребиловцима) fue una masacre y un crimen de guerra perpetrado por los Ustaše croatas en el Estado Independiente de Croacia durante el genocidio de serbios de la Segunda Guerra Mundial. El 6 de agosto de 1941, los Ustaše mataron a unas 600 mujeres y niños del pueblo de Prebilovci, Herzegovina, arrojándolos a la fosa de Golubinka, cerca de Šurmanci.
Durante el verano de 1941, la Ustaša continuó con asesinatos en masa de serbios: de 1.000 habitantes de Prebilovci, 820 de ellos fueron asesinados, mientras que en los lugares vecinos de la cuenca baja del río Neretva, incluido Šurmanci, murieron alrededor de 4.000 serbios. El pozo de Golubinka se cubrió con hormigón en 1961.

## Persecución
Durante la Segunda Guerra Mundial, los habitantes serbios de Prebilovci, un pequeño pueblo cerca de Čapljina, fueron víctimas de un genocidio. A principios de 1941, el pueblo tenía una población de 1.000 habitantes. Anteriormente, había aportado voluntarios para unirse al levantamiento bosnio-herzegovino contra los turcos en 1875-78, y contribuyó con 20 voluntarios al ejército serbio en Salónica durante la Primera Guerra Mundial.
Muchos aldeanos murieron como prisioneros en los campos de concentración del Imperio Austrohúngaro. Al parecer, los nacionalistas croatas sentían odio por la contribución de Prebilovci al ejército serbio de la Primera Guerra Mundial. La noche del 4 de agosto de 1941, Prebilovci fue rodeada por unos 3.000 Ustaša formados por croatas de los pueblos cercanos.

## Masacre
En agosto de 1941, se llevaron a unas 650 mujeres y niños de sus hogares y los trasladaron a Šurmanci, donde luego fueron arrojados a pozos naturales alrededor de esa zona, ya sea muertos o medio muertos según los relatos, junto con un millar de otros serbios de la zona, de los municipios de Čapljina y Mostar. Los hombres estaban en las montañas, escondidos, con la falsa creencia de que los Ustasše no dañarían a sus mujeres ni a sus hijos.
Los serbios de Prebilovci fueron reunidos junto con otros serbios de la parte occidental de Herzegovina y, finalmente, seis vagones cargados de ellos fueron enviados en un tren que supuestamente los llevaría a Belgrado. Se les ordenó salir de los seis vagones que ocupaban en un pueblo llamado Šurmanci, en la orilla occidental del Neretva, y marcharon hacia las colinas para no volver jamás.
Comenzaron las atrocidades en las aldeas, incluyendo el asesinato de 50 niños a los colgaron por las piernas para estrellar sus cabezas contra la pared de la escuela. Se produjeron continuas violaciones de niñas tanto allí como en otros lugares. El 6 de agosto, 150 Ustaša bajo el mando de Ivan Jovanović (conocido como "Blacky") se unieron a otros 400 Ustaša de Čapljina, y llevaron a los prisioneros en vagones de ganado a Vranac, a unos 500 o 1.000 m de la fosa de Golubinka, una de las muchas formaciones de cuevas naturales casi verticales de la región, donde unos 550 Ustaša llevaron a pequeños grupos de prisioneros a la fosa y, familia por familia, los empujaron hacia ella. La caída vertical inicial era de unos 27 m, seguida de una pendiente de 100 m hasta la base de la fosa. Los niños pequeños eran lanzados al aire antes de caer en la fosa. Se sabe que una mujer dio a luz mientras caía al pozo. El recién nacido murió con ella por el aplastamiento de los cuerpos
Así es como el obispo católico de Mostar, Alojzije Mišić, describió esta y otras masacres perpetradas por los ustasha en la ciudad de Mostar, en su carta al obispo Alojzije Stepinac, fechada el 7 de noviembre de 1941:

La gente fue capturada como animales. Masacrados, asesinados, arrojados vivos al abismo. Mujeres, madres con hijos, jóvenes adultas, mujeres y niños, tanto hombres como mujeres fueron arrojados a las fosas. El vicealcalde de Mostar, el Sr. Baljić, proclamó públicamente, como funcionario, que debía callar en lugar de hablar, que en la ciudad de Ljubinje, en una sola fosa, fueron arrojados 700 cristianos ortodoxos. Desde Mostar y Čapljina seis vagones llenos transportaron a esposas, madres y niñas menores de diez años, hasta la estación de Šurmanci, donde fueron llevados a las colinas, madres con niños fueron arrojados por escarpados acantilados. Todos fueron arrojados por los acantilados y asesinados. En la parroquia Klepci, de los pueblos de los alrededores fueron asesinados 3.700 cristianos ortodoxos. Las pobres almas, permanecieron en paz. No voy a enumerar más. Iría demasiado lejos. En la ciudad de Mostar, cientos fueron atados, llevados fuera de la ciudad y asesinados como animales

Un clan entero de 78 personas murió en el aplastamiento del pozo Golubinka cerca del pueblo de Šurmanci. Y después de que todos fueron empujados a ello, los Ustaša se sentaron a beber y a celebrarlo. Solo sobrevivieron 170 aldeanos. Cuarenta y cinco sobrevivieron al aplastamiento de los pozos y escaparon más tarde para contar el desastre. 300 niños y bebés fueron masacrados solo ese día. 

## Consecuencias
Un grupo de 170 aldeanos, formado principalmente por hombres, sobrevivió a la masacre. Dos sacerdotes católicos, Ilija Tomas y Marko Hovko, estaban entre los asesinos. Pocos de los Ustaša que participaron fueron juzgados una vez terminada la guerra. Sólo 14 de los 550 Ustaša conocidos fueron juzgados después de la guerra, y uno de los jueces era él mismo un Ustaša cercano al crimen. Seis fueron condenados a muerte, el resto recibió penas de prisión, la mayoría de unos tres años
El pozo Golubinka se abrió en 1990 cuando sacerdotes serbios encabezados por el patriarca Pavle entraron y celebraron un servicio conmemorativo sobre los restos de las víctimas. Alrededor de 1 550 restos fueron sacados del pozo. En 1991, en el 50 aniversario de la masacre, unas 4 000 víctimas, sacadas de Golubinka y de los 15 pozos circundantes, fueron enterradas en la cripta de la Iglesia de la Synaxis de los santos y mártires serbios de Prebilovci. En junio de 1992, miembros del Ejército de la República de Croacia incendiaron el pueblo y destruyeron la cripta y la iglesia. Los restos de las santas reliquias se conservan hoy en la cripta del templo en reconstrucción.